# Pseudoneptunea
Pseudoneptunea is een geslacht van weekdieren uit de klasse van de Gastropoda (slakken).

## Soort
- Pseudoneptunea varicosa (Röding, 1798)